# フッ化イットリウム(III)
フッ化イットリウム(III)（フッかイットリウム さん、英: yttrium(III) fluoride）は YF3 の組成式を持つ無機化合物である。天然には純粋な形では存在しない。イットリウムを含むフッ化物の鉱物として、トヴェイト石-(Y) (Y,Na)6Ca6Ca6F42 やガドリナイト-(Y) NaCaY(F,Cl)6 が挙げられる。蛍石からイットリウムの混合物が見つかることがある。

## 合成
YF3 は酸化イットリウム(III)（イットリア）か水酸化イットリウム(III)をフッ化水素と反応させることにより得られる。
{\displaystyle {\ce {{Y(OH)3}+ 3HF -> {YF3}+ 3H2O}}}

## 用途
フッ化イットリウム(III)は金属イットリウム、薄膜、ガラス、セラミックスの製造に使われる。